# Opius wellgunda
Opius wellgunda är en stekelart som beskrevs av Fischer 1972. Opius wellgunda ingår i släktet Opius och familjen bracksteklar. Inga underarter finns listade i Catalogue of Life.